# Темирбулатова, Кадрия Оразбаевна
Кадрия Оразбаевна Темирбулатова (ног. Кадрия Оразбай кызы Темирбулатова; 14 декабря 1948, Терекли-Мектеб, Караногайский район, Грозненская область, РСФСР, СССР — 30 июня 1978, Махачкала, Дагестанская АССР, РСФСР, СССР) — ногайская писательница и поэтесса.

## Биография
Родилась в селе Терекли-Мектеб Караногайского район, Грозненской области (ныне — Ногайский район, Дагестана). Маленькую Кадрию к поэзии и народному творчеству приобщила бабушка Бике. В родном селе ее звали Шолпан (в переводе с ногайского языка – утренняя звезда). Окончила среднюю школу и Дагестанский педагогический институт. Первые произведения Кадрии были опубликованы в 1965 году на страницах районной газеты «Степной маяк», а позже - в ногайском литературном ежегоднике «Родная земля». Первая книга стихов Кадрии на ногайском языке, «Горы начинаются с равнины», была выпущена Дагестанским книжным издательством в 1970 году, вторая книга была издана в 1972 году в Черкесске. В 1975 году в Москве вышли сразу две книги стихов Темирбулатовой в переводе на русский язык. В 1971 году окончила Литературный институт имени А. М. Горького.

## Убийство
30 июня 1978 года, в неполных 30 лет, при не выясненных следствием обстоятельствах она трагически погибла в Махачкале. В ванной комнате в квартире нашли её обугленное тело. Перед тем как Кадрию убили, её дом ограбили. Украли всё: золото, даже одежду. Друзья считают, что убийца был из круга её знакомых. Молодая девушка не стала бы впускать в свой дом незнакомцев.

## Творчество
- «Степной маяк»
- «Родная земля»
- «Горы начинается с равнины»
- «Тропинка»
- «Песни юности»
- «Удивление»
- «Улыбка луны»
- «Спасенные звездой»
- «Современник»
- «Сказание о любви»

## Песни на стихи
- «Ата юртым». Музыка 3. Зинеева
- «Айтопынг магъа» Музыка 3. Зинеева
- «Кимдир?» Музыка 3. Максутова
- «Суьйгенили» Музыка народная
- «Анама» Музыка У. Ваисова
- «Синълиме» Музыка Хайран
- «Аьзиз аннам» Музыка Хайран

## Фильмография
- Кадрия (играет саму себя)

## Память
- В турецком городе Ялова, в районе Чифликкей, одна из улиц названа в честь Кадрии.
- Расул Гамзатов посвятил Кадрие одноимённое стихотворение.